# Картезианцы (монашеский орден)
Картезиа́нцы (картузиа́нцы, чертозинцы) (лат. Ordo Cartusiensis, OCart) — монашеский орден Католической церкви, основанный в 1084 году святым Бруно Кёльнским в Шартрёзских горах близ Гренобля (Франция). Официально орден картезианцев был утверждён папой Иннокентием II в 1140 году.
Название ордена происходит от названия первой обители — Великой Шартрёзы (фр. La Grande Chartreuse, Cartusia). Картезианские монастыри называют словом картезия (шартреза).

## Цели и духовные основы ордена
- «Главная цель и наука наша: в тиши уединения искать Бога» (Правила).
- «Усердно искать, скоро найти и обрести Господа Бога», придя таким образом «к совершенной любви» (Правила).
- «Удалённые от всех, но в связи со всеми пребывающие, мы стоим от имени всех пред Богом Живым» (Правила).

## Организация
В 2017 году в ордене состояли 294 монаха, из них 149 священников. Ордену принадлежат 17 монастырей во Франции, других европейских странах, а также США и Бразилии.
Высшим органом власти является генеральный капитул, собирающийся каждые два года. Между капитулами власть в ордене осуществляет настоятель монастыря Великая Шартрёза.

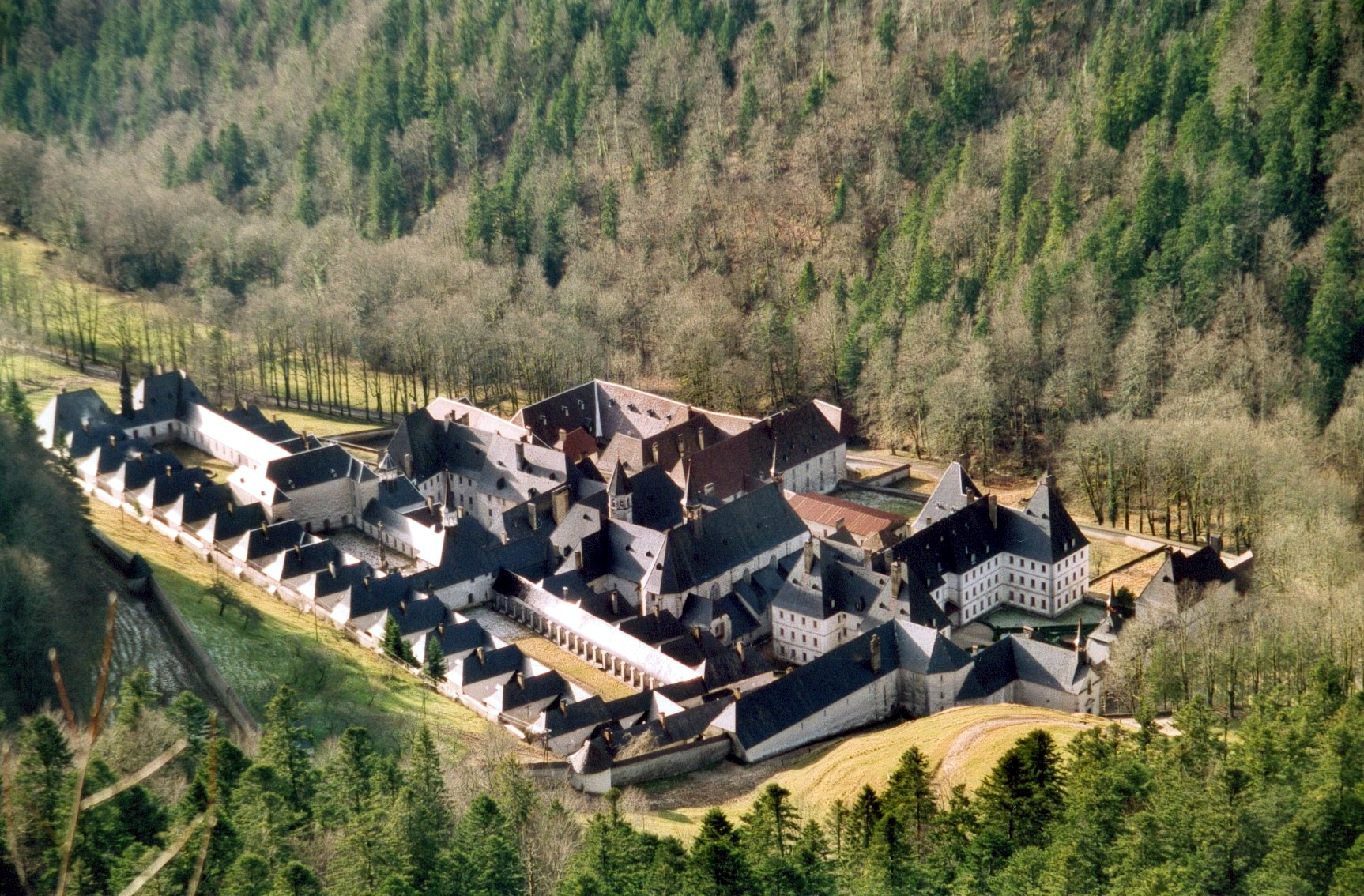
Великая Шартрёза

Картезианцы делятся на две категории: монахи-священники или те, кто готовится ими стать («отцы») и монахи-конверзы или донаты («братья»).
«Отцы» проводят большую часть времени в уединённых кельях, покидая их трижды в сутки для совместного богослужения, а также раз в неделю (по воскресеньям) для общей прогулки.
В картезианских монастырях нет спальных корпусов; они заменяются рядами келий. Келья представляет собой двухэтажное помещение с прилегающим садом. Каждый монах живёт в своей келье, которая состоит из нескольких помещений: на первом этаже находятся маленькая галерея для прогулок, небольшой садик, дровяной сарай, мастерская со столярными принадлежностями. На втором находятся две комнатки, где собственно живёт картезианец: меньшая, украшенная статуей Пресвятой Девы, называется «Аве Мария», здесь монах читает молитву «Аве Мария» каждый раз когда поднимается на второй этаж; и вторая комната для молитв, занятий и размышлений. Здесь картезианец ест и спит.
«Отцы» получают еду дважды в день через маленькое оконце, а во время поста (с 14 сентября до Пасхи) — единожды в день. В случае необходимости в каком-либо предмете монах оставляет в оконце записочку и в случае удовлетворения его просьбы на следующий день забирает предмет через это оконце. По древней традиции картезианцы не едят мяса, а во время поста — молочных продуктов.
«Братья» также живут в отдельных кельях, но проводят там меньше времени, поэтому их кельи меньше по размеру. Их задача состоит в обеспечении хозяйственных нужд монастыря: работа на кухне, стирка, уборка, заготовка дров. «Братья» посвящают больше времени физической работе, потому их питание несколько лучше, а количество обязательных богослужений — меньше. Тем не менее, их распорядок составлен так, чтоб и они могли жить уединённо.
«Братья» делятся на конверзов (монахов, давших точно такие же обеты, как «отцы») и донатов (не дававших обетов). Обычно донатам поручают работу, которая может нарушить одиночество конверзов.
В 2005 году о жизни картезианцев вышел фильм Филиппа Грёнинга «Великая тишина» («Великое безмолвие», Die große Stille), вызвавший к ним массовый интерес. После этого картезия Селиньяк (Sélignac) была переделана в место, куда могут приехать миряне и некоторое время пожить по картезианскому уставу.
Основа духовности картезианцев — суровая аскеза, уход от мира, созерцательная и уединённая жизнь, практика безмолвия, постоянная молитва. Исторически картезианцы уделяют много внимания физическому и интеллектуальному труду, содержат при монастырях великолепные библиотеки. 7 картезианцев причислены к лику святых, 22 беатифицированы.
Одеяние картезианцев — длинное белое платье с белым капюшоном, вне монастыря — чёрное.
Девиз ордена «Крест стоит, пока вращается мир» (Stat crux dum volvitur orbis).

## История
Орден получил своё развитие сначала лишь во Франции, но в период с конца XII по конец XIV веков картезианские монастыри распространились по всей Европе, от Ирландии до Великого княжества Литовского. В Англию картезианцев пригласил в 1181 году король Генрих II Плантагенет, во искупление греха убийства Св. Томаса Бекета предоставивший им место для постройки приората в Уитхеме (Сомерсет), на землях заповедного королевского леса Селвуд. Пик наивысшего развития ордена пришёлся на начало XVI века, когда он насчитывал 196 монастырей.
Картезианцы занимались ремёслами, перепиской книг. Они славились своим гостеприимством и благотворительностью. Одним из основных источников богатства ордена было приготовление и продажа ликёра «Шартрёз».
Первый сильный удар был нанесён ордену Реформацией и религиозными войнами. Только во Франции в период войн между католиками и гугенотами было разорено и уничтожено 94 картезианских монастыря. Тем не менее к концу XVII века орден восстановил свои позиции и насчитывал 173 монастыря.
Новые бедствия ждали орден во время Французской революции 1789—1794 годов. Монастырь Великая Шартрёза был закрыт (снова открыт в 1816 году) вместе с другими монастырями, 51 монах ордена погиб мученической смертью.
В XIX веке орден восстановил свою деятельность, но былого расцвета достичь ему уже не удалось.

## Женский орден
Орден картезианок возник в 1229 году; в 1790 они прекратили своё существование после гонений революционеров. В XIX веке женская ветвь ордена была восстановлена, сейчас насчитывает 52 сестры и 4 монастыря во Франции, Италии и Испании.

## Этапы жизни картезианца
- Постулат (от трёх месяцев до года). Постулант живёт как монах, но не принося обетов.
- Новициат (2 года). Новиций носит чёрный плащ на белом картезианском хабите.
- Временные обеты (3 года). Монах носит полное картезианское облачение.
- Обновление временных обетов (2 года).
- Вечные обеты.

## Богослужения
До Тридентского собора в XVI веке в Католической церкви было множество обрядов, которые отличались в разных местностях и разных монашеских орденах, имея общую суть. Папа Пий V сделал Римский миссал обязательным для всех католиков латинского обряда, кроме тех, чьи обычаи старше двухсот лет. Обряд картезианцев был одним из таких, и он до сих пор используется в пересмотренной версии 1981 года, то есть это большей частью обряд Гренобля XII века.
Уникальным элементом картезианской богослужебной практики является то, что епископ дарит монахиням столу и манипулу на церемонии принесения обетов. Это интерпретируется как остатки обряда посвящения диаконисс. Кроме того, на монахиню надевают корону и перстень. После этого раза они одеваются только на юбилей обетов и для погребения. На богослужениях в отсутствие духовенства монахини выполняют некоторые его обязанности, вроде чтения Евангелия и Посланий, надевая столу. До Второго Ватиканского Собора это было уникальным явлением.